# Raíz cuadrada de dos
La raíz cuadrada de 2 se define como el único número real positivo tal que, multiplicado por sí mismo, es igual a 2. Su resultado no es periódico, pues no aparece en ningún caso un periodo como en los números racionales. La notación tradicional, utilizando el símbolo de radicación es {\displaystyle {\sqrt {2}}}; empleando la notación de potencias: {\displaystyle 2^{\frac {1}{2}}}. La raíz cuadrada de 2 es un número irracional (más aún, es algebraico de grado 2), su valor numérico es aproximadamente 1,4, y truncado en 100 dígitos decimales se obtiene:
{\displaystyle {\sqrt {2}}=1,414\;213\;562\;373\;095\;048\;801} {\displaystyle 688\;724\;209} {\displaystyle 698\;078\;569} {\displaystyle 671\;875\;376} {\displaystyle 948\;073\;176} {\displaystyle 679\;737\;990} {\displaystyle 732\;478\;462} {\displaystyle 107\;038\;850} {\displaystyle 387\;534\;327} {\displaystyle 641\;572\dots }

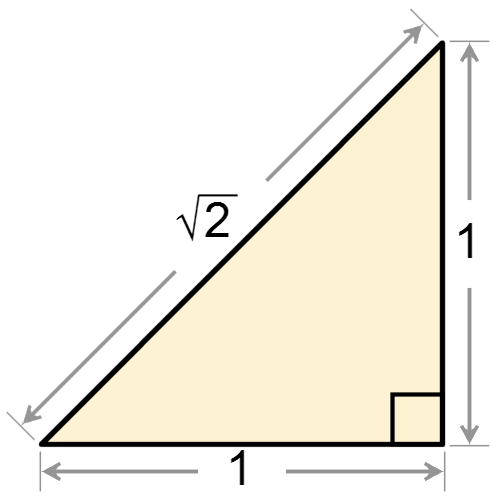
equivale a la longitud de la hipotenusa de un triángulo rectángulo e isósceles cuyos catetos tienen una longitud igual a la unidad.

Representación numérica de.

La raíz cuadrada de 2 fue posiblemente el primer número irracional conocido. Geométricamente equivale a la longitud de la diagonal de un cuadrado cuyo lado es igual a la unidad, lo cual se comprueba aplicando el teorema de Pitágoras, también conocida como constante pitagórica.[cita requerida]
La raíz cuadrada de 2 no es un número racional. Pero satisface la ecuación de segundo grado en una incógnita de coeficientes racionales:

{\displaystyle x^{2}-2=0}

Este número tiene numerosas aplicaciones en la vida corriente:
- Las hojas de papel en formato internacional (ISO 216) están en proporción largo/ancho igual a {\displaystyle {\sqrt {2}}}; así, al doblarlas por la mitad se obtiene un rectángulo de las mismas proporciones que el rectángulo original.
- En música, la razón de frecuencias de la cuarta aumentada de la gama temperada vale {\displaystyle {\sqrt {2}}}.
- En electricidad, la máxima tensión de la corriente alterna monofásica vale {\displaystyle {\sqrt {2}}} del valor eficaz indicado (generalmente 110 o 220 voltios).
- En fotografía, la sucesión de valores de apertura del diafragma son los valores aproximados de una progresión geométrica de razón {\displaystyle {\sqrt {2}}}.

## Historia
La tabla babilónica YBC 7289 (c. 2000-1650 a. C.) proporciona una aproximación de {\displaystyle {\sqrt {2}}} en cuatro dígitos sexagesimales, que es similar a seis cifras decimales:
{\displaystyle 1+{\frac {24}{60}}+{\frac {51}{60^{2}}}+{\frac {10}{60^{3}}}=1,41421{\overline {296}}}.
Otra aproximación antigua a este número irracional se da en la antigua India, en el texto matemático Baudhaiana-sulba-sutra (entre el 600 y el 300 a. C.), diciendo: incrementa la longitud (del lado) por su tercera parte, y su tercera por sus tres cuartas y su tercera por su treinta y cuatroava parte de cuatro. Esto es:
{\displaystyle 1+{\frac {1}{3}}+{\frac {1}{3\cdot 4}}-{\frac {1}{3\cdot 4\cdot 34}}={\frac {577}{408}}\approx 1,414215686}.
La aparición de {\displaystyle {\sqrt {2}}} respondió al problema de querer calcular la longitud de la diagonal de un cuadrado cuyo lado mide 1 (unidad de longitud), que, para el criterio del momento, no encajó por no expresarse como razón de dos números enteros. Su surgimiento se vincula más a la geometría que a la aritmética. Posteriormente, desde la visión algebraica, esta raíz cuadrada satisface la ecuación {\displaystyle x^{2}-2=0}.
El descubrimiento de la raíz cuadrada de 2 como un número irracional se atribuye generalmente al pitagórico Hipaso de Metaponto, quien fue el primero en producir la demostración de la irracionalidad utilizando geometría. La historia narra que precisamente descubrió la irracionalidad de la raíz de 2 cuando intentaba averiguar una expresión racional del mismo. Sin embargo Pitágoras creía en la definición absoluta de los números como medida, y esto le obligaba a no creer en la existencia de los números irracionales. Por esta razón, estando ya desde el principio en contra de esa demostración, sus compañeros pitagóricos sentenciaron a Hipaso a la pena capital, ahogándole en el mar.
El matemático griego Teeteto (417 a. C. - 369 a. C) proponía el problema de encontrar el lado de un cuadrado cuya área sea el doble del área de un cuadrado de lado {\displaystyle m}. Cuya solución conlleva la aparición de la raíz cuadrada de dos.

## Algoritmo computacional
Existen muchos algoritmos empleados para la aproximación de raíz cuadrada de 2. El más común de los algoritmos para averiguar una aproximación en computadores o calculadoras es el denominado método babilónico de cálculo de las raíces cuadradas, siendo este uno de los muchos empleados para el cálculo de raíces cuadradas. Funciona como sigue:
Se toma en primer lugar un valor arbitrario, que denominamos, {\displaystyle F_{0}}; esta primera aproximación importa poco, es considerada solo como un punto de comienzo del algoritmo y afecta en cuantas iteraciones debe hacer el algoritmo hasta alcanzar la aproximación con una precisión requerida. Entonces, empleando esta suposición inicial, se procede a iterar mediante la siguiente cómputo recursivo:
{\displaystyle F_{n+1}={\frac {F_{n}+{\frac {2}{F_{n}}}}{2}}}.
Cuantas más iteraciones se hagan mediante este algoritmo (es decir más cálculos con un valor de n grande), se obtendrá una mejor aproximación del valor real de raíz cuadrada de 2.
El valor de {\displaystyle {\sqrt {2}}} ha sido calculado hasta 137 438 953 444 posiciones decimales por el equipo de Yasumasa Kanada en el año 1997. Entre las constantes matemáticas con cifras no periódicas, solo π ha sido calculado con mayor precisión.

## Pruebas de irracionalidad
Existen varias pruebas de la irracionalidad de {\displaystyle {\sqrt {2}}} basadas en el método del descenso infinito y en el método de reducción al absurdo, que se fundamenta en suponer que {\displaystyle {\sqrt {2}}} es un número racional y llegar, utilizando razonamientos rigurosamente correctos, a una contradicción, lo que hace concluir que la primera suposición tiene que ser falsa.

### Prueba geométrica
Se fundamenta en el método del descenso infinito. Es una construcción geométrica clásica de regla y compás, probando el teorema por un modo muy similar a como lo hacían los antiguos geómetras griegos.
Sea {\displaystyle ABC} un triángulo rectángulo isósceles con hipotenusa de longitud de {\displaystyle m} y catetos de longitud {\displaystyle n}. Por el teorema de Pitágoras, {\displaystyle {\begin{cases}n^{2}+n^{2}=m^{2}\\2n^{2}=m^{2}\\{\sqrt {2}}={\frac {m}{n}}\end{cases}}}
Supongamos que {\displaystyle m} y {\displaystyle n} son números enteros.
Trazamos los arcos {\displaystyle BD} y {\displaystyle CE} con centro en {\displaystyle A}. Unimos {\displaystyle DE}. Se sigue que {\displaystyle AB=AD,AC=AE} y {\displaystyle \measuredangle BAC} y {\displaystyle \measuredangle DAE} coinciden. Por lo tanto los triángulos {\displaystyle ABC} y {\displaystyle ADE} son congruentes por tener dos lados iguales y el ángulo comprendido también.
Como {\displaystyle \measuredangle EBF} es un ángulo recto y {\displaystyle \measuredangle BEF} es la mitad de un recto, BEF es también un triángulo rectángulo isósceles. Se cumple que {\displaystyle BE=BF=m-n}. Razonando análogamente, {\displaystyle FDC} es también un triángulo rectángulo isósceles, con catetos {\displaystyle DF=DC=m-n}, y con hipotenusa {\displaystyle FC=n-(m-n)=2n-m}, que son números también enteros y menores a {\displaystyle n} y {\displaystyle m} respectivamente.
Al ser {\displaystyle ABC} y {\displaystyle FDC} dos triángulos semejantes podemos repetir el anterior proceso de forma recurrente. Con las longitudes de las hipotenusas y con las de los catetos de los sucesivos triángulos, obtenemos dos sucesiones de números enteros estrictamente decrecientes que no son finitas, lo cual es imposible porque si {\displaystyle n} y {\displaystyle m} son enteros debe existir una fracción irreducible.
Esta contradicción nos hace concluir que la suposición de que {\displaystyle m} y {\displaystyle n} son números enteros es falsa y que {\displaystyle {\sqrt {2}}} no puede ser una fracción {\displaystyle \textstyle {\frac {m}{n}}} tal que {\displaystyle m,n\in \mathbb {N} }. Por tanto, {\displaystyle {\sqrt {2}}} debe ser un número irracional.

### Prueba basada en argumentos de paridad
1. Se supone que {\displaystyle {\sqrt {2}}} es un número racional, por lo que puede ser expresado como la fracción irreducible {\displaystyle {\sqrt {2}}={\frac {p}{q}}}.
2. Reordenando, {\displaystyle q{\sqrt {2}}=p\rightarrow 2q^{2}=p^{2}}.
3. De esto se obtiene que {\displaystyle p^{2}} es par, y por tanto {\displaystyle p} también: {\displaystyle p=2r}.
4. {\displaystyle {\sqrt {2}}={\frac {2r}{q}}}, que reordenando queda: {\displaystyle q{\sqrt {2}}=2r\rightarrow 2q^{2}=4r^{2}\rightarrow q^{2}=2r^{2}}.
5. De nuevo, {\displaystyle q^{2}} es par y por tanto {\displaystyle q} también: {\displaystyle q=2s}.
6. {\displaystyle {\sqrt {2}}={\frac {p}{q}}={\frac {2r}{2s}}={\frac {r}{s}}}. Por tanto, {\displaystyle {\frac {p}{q}}} es reducible lo que entra en contradicción con el supuesto de donde partíamos. Esto significa que {\displaystyle {\sqrt {2}}} no puede ser racional, por lo que es irracional.

## Existencia y unicidad de la raíz cuadrada en ℝ
Se obtiene como resultado del Principio de Cantor de los intervalos encajados, de modo que el extremo izquierdo sea un número mayor que 1 y su cuadrado menor que 2, el extremo derecho es menor que 2, tal que su cuadrado es mayor que 2. Esta sucesión garantiza la existencia y unicidad del único real que se denota {\displaystyle {\sqrt {2}}}.

## Infinitud de la expresión decimal
Si se obtiene {\displaystyle {\sqrt {2}}} mediante una sucesión infinita de intervalos encajados, los extremos inferiores forman una sucesión creciente estricta, tal que el siguiente tiene más cifras, como esto puede continuar indefinidamente, el número de cifras decimales, aumenta sin cesar, o es una infinidad.

### Visión topológica
Sea el conjunto {\displaystyle H=\{{x:x\in \mathbb {R} ,2x<2}\}}, este conjunto es un abierto en la topología usual de la recta real y su clausura es {\displaystyle H^{-}=[0,{\sqrt {2}}]}

## Propiedades de la raíz cuadrada de dos

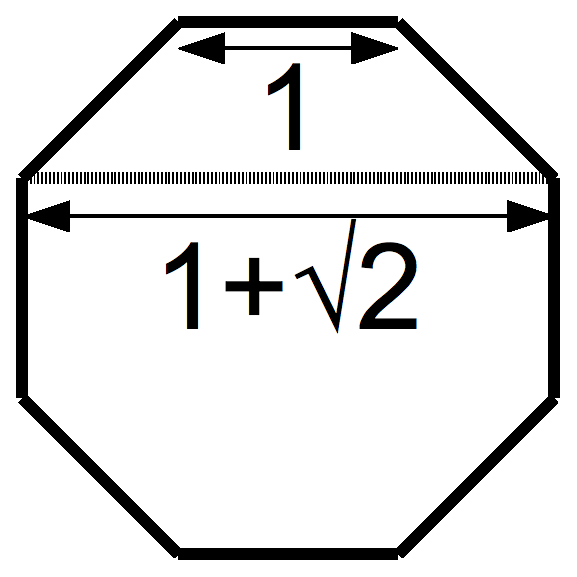
Un octógono regular con un lado igual a 1 muestra que la longitud de la diagonal aumenta en la proporción de la raíz cuadrada de dos.

La mitad de √2, es aproximadamente 0,70710 67811 86548, y es muy usada en geometría y trigonometría, debido, en parte, a que el vector unitario que hace un ángulo de 45° con los ejes de un plano tiene como coordenadas (√2⁄2,√2⁄2). Este número satisface:
{\displaystyle {\frac {\sqrt {2}}{2}}={\sqrt {\frac {1}{2}}}={\frac {1}{\sqrt {2}}}=\cos(45^{\circ })=\sin(45^{\circ })}.
Una propiedad interesante de la raíz cuadrada de dos es la que sigue:
{\displaystyle \!\ {1 \over {{\sqrt {2}}-1}}={\sqrt {2}}+1}.
Este resultado es una propiedad de la razón plateada.
La raíz cuadrada es conocida también como una fracción continua
{\displaystyle \!\ 1+{\frac {1}{2+{\frac {1}{2+{\frac {1}{2+\cdots }}}}}}}.
La raíz cuadrada de dos √2 es uno de los catetos de un triángulo rectángulo, cuyo otro cateto es 1; la hipotenusa, √3.

## Series y representaciones en productos
La identidad {\displaystyle \cos \left({\frac {\pi }{4}}\right)=\sin \left({\frac {\pi }{4}}\right)={\frac {1}{\sqrt {2}}}}, mediante un producto infinito de senos y cosenos, queda como sigue
{\displaystyle {\frac {1}{\sqrt {2}}}=\prod _{k=0}^{\infty }\left(1-{\frac {1}{(4k+2)^{2}}}\right)=\left(1-{\frac {1}{4}}\right)\left(1-{\frac {1}{36}}\right)\left(1-{\frac {1}{100}}\right)\cdots }
y
{\displaystyle {\sqrt {2}}=\prod _{k=0}^{\infty }{\frac {(4k+2)^{2}}{(4k+1)(4k+3)}}=\left({\frac {2\cdot 2}{1\cdot 3}}\right)\left({\frac {6\cdot 6}{5\cdot 7}}\right)\left({\frac {10\cdot 10}{9\cdot 11}}\right)\left({\frac {14\cdot 14}{13\cdot 15}}\right)\cdots }
o equivalentemente
{\displaystyle {\sqrt {2}}=\prod _{k=0}^{\infty }\left(1+{\frac {1}{4k+1}}\right)\left(1-{\frac {1}{4k+3}}\right)=\left(1+{\frac {1}{1}}\right)\left(1-{\frac {1}{3}}\right)\left(1+{\frac {1}{5}}\right)\left(1-{\frac {1}{7}}\right)\cdots .}
El número puede ser expresado mediante una expansión en serie de Taylor de una función trigonométrica. Por ejemplo, las series para {\displaystyle \cos \left({\frac {\pi }{4}}\right)} da
{\displaystyle {\frac {1}{\sqrt {2}}}=\sum _{k=0}^{\infty }{\frac {(-1)^{k}\left({\frac {\pi }{4}}\right)^{2k}}{(2k)!}}}
La serie de Taylor de: {\displaystyle {\sqrt {(1+x)}}} con x = 1, proporciona:
{\displaystyle {\sqrt {2}}=\sum _{k=0}^{\infty }(-1)^{k+1}{\frac {(2k-3)!!}{(2k)!!}}=1+{\frac {1}{2}}-{\frac {1}{2\cdot 4}}+{\frac {1\cdot 3}{2\cdot 4\cdot 6}}-{\frac {1\cdot 3\cdot 5}{2\cdot 4\cdot 6\cdot 8}}+\cdots .}
La convergencia de esta serie puede ser acelerada por una transformada de Euler, produciendo
{\displaystyle {\sqrt {2}}=\sum _{k=0}^{\infty }{\frac {(2k+1)!}{(k!)^{2}2^{3k+1}}}={\frac {1}{2}}+{\frac {3}{8}}+{\frac {15}{64}}+{\frac {35}{256}}+{\frac {315}{4096}}+{\frac {693}{16384}}+\cdots .}
No se sabe si √2 puede ser representado con una fórmula de tipo BBP. Sin embargo, sí se conocen las fórmulas de tipo-BBP para π√2 y para √2 ln(1+√2).  Archivado el 23 de mayo de 2013 en Wayback Machine.

## 2{\displaystyle {\sqrt {2}}}en distintasbasesy distintas expresiones
Binario: 1,0110101000001001111...
Decimal: 1,4142135623730950488...
Hexadecimal: 1,6A09E667F3BCC908B2F...
Fracción continua: {\displaystyle 1+{\frac {1}{2+{\frac {1}{2+{\frac {1}{2+{\frac {1}{\ddots }}}}}}}}}

## En la geometría euclidiana
- En el estudio del cuadrado
- En el octógono regular
- En el triángulo rectángulo isósceles
- Aparece en la fórmula del volumen de un tetraedro regular {\displaystyle V={\frac {\sqrt {2}}{12}}\cdot a^{3}}.[11]

## En álgebra abstracta
El conjunto H = {a + b √2; a, b∈ℚ} provisto de la adición y la múltiplicación es un cuerpo, previamente <H, + > es un grupo conmutativo, con la adición. Al número irracional a + b√2  se llama irracionalidad cuadrática, porque junto con su conjugado a - b√2  son raíces de una ecuación algebraica de segundo grado.

## Noticias y amenidades
- Con el algoritmo an+1 = (an +2/an)/2 en 2006, Shigeru Kondo con su ordenador que trabajó algo más de 13 días, obtuvo un resultado de la raíz cuadrada de dos con doscientos mil millones de decimales, que para imprimir se necesitarían 100 millones de hojas de papel.[14]

- Tómese una varilla, que se dirá que tiene una unidad de longitud, colóquese en un día de Sol la varilla verticalmente y marque la punta de la sombra, en el momento que tenga la misma medida que la varilla. Se une la punta de la sombra con la parte alta de la varilla mediante una cuerda, esta tiene una longitud igual a la raíz cuadrada de dos.[15]